# Конопля в Мозамбике
Каннабис в Мозамбике запрещён. Местные называют его сурума.

## История
Существует несколько теорий о том, как и когда каннабис попал в Мозамбик, они заключается в том, что он был завезён из Индии, арабскими торговцами или португальскими купцами. В 1580-х годах португало-доминиканский миссионер Жуан душ Сантуш отметил, что каннабис использовался в Мозамбике для подавления чувства голода.

## Транзит
Помимо местного производства, Мозамбик также служит транзитным пунктом для каннабиса и гашиша, контрабандно ввозимых из Пакистана и Афганистана в Африку, а затем в Европу и Канаду.

## Реформы
Португальско-мозамбикский журналист Карлуш Кардозу (умер в 2000) предложил Мозамбику легализовать каннабис как для промышленного использования, так и для экспорта в Нидерланды.